# Francesco Tornabene Roccaforte

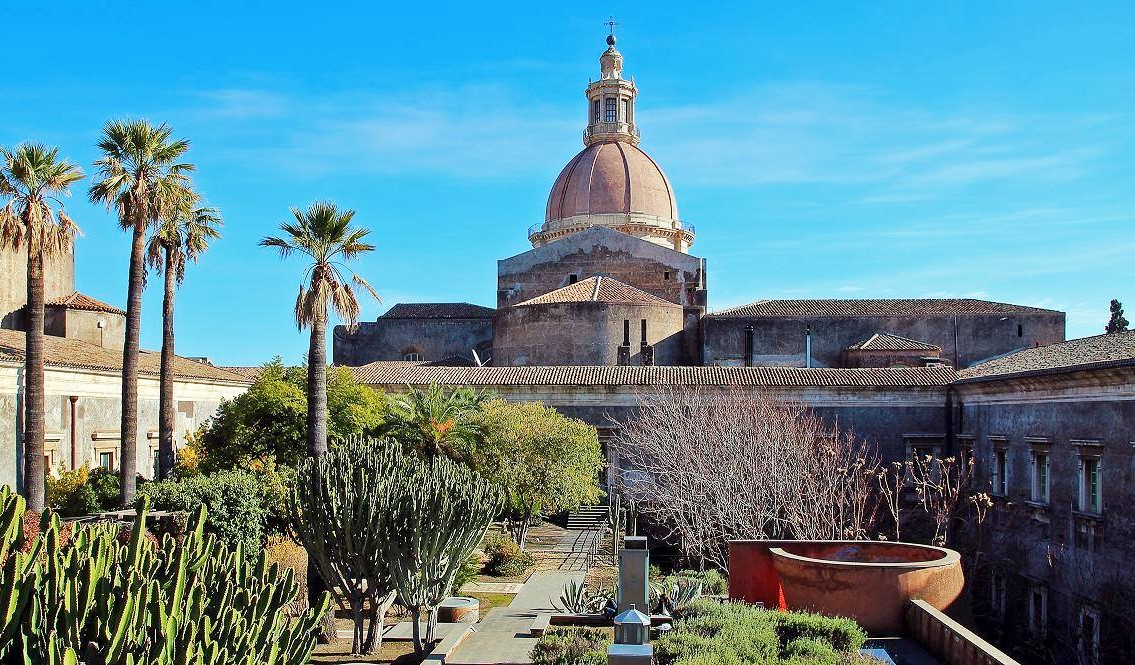
Kloostertuin der benedictijnen in Catania

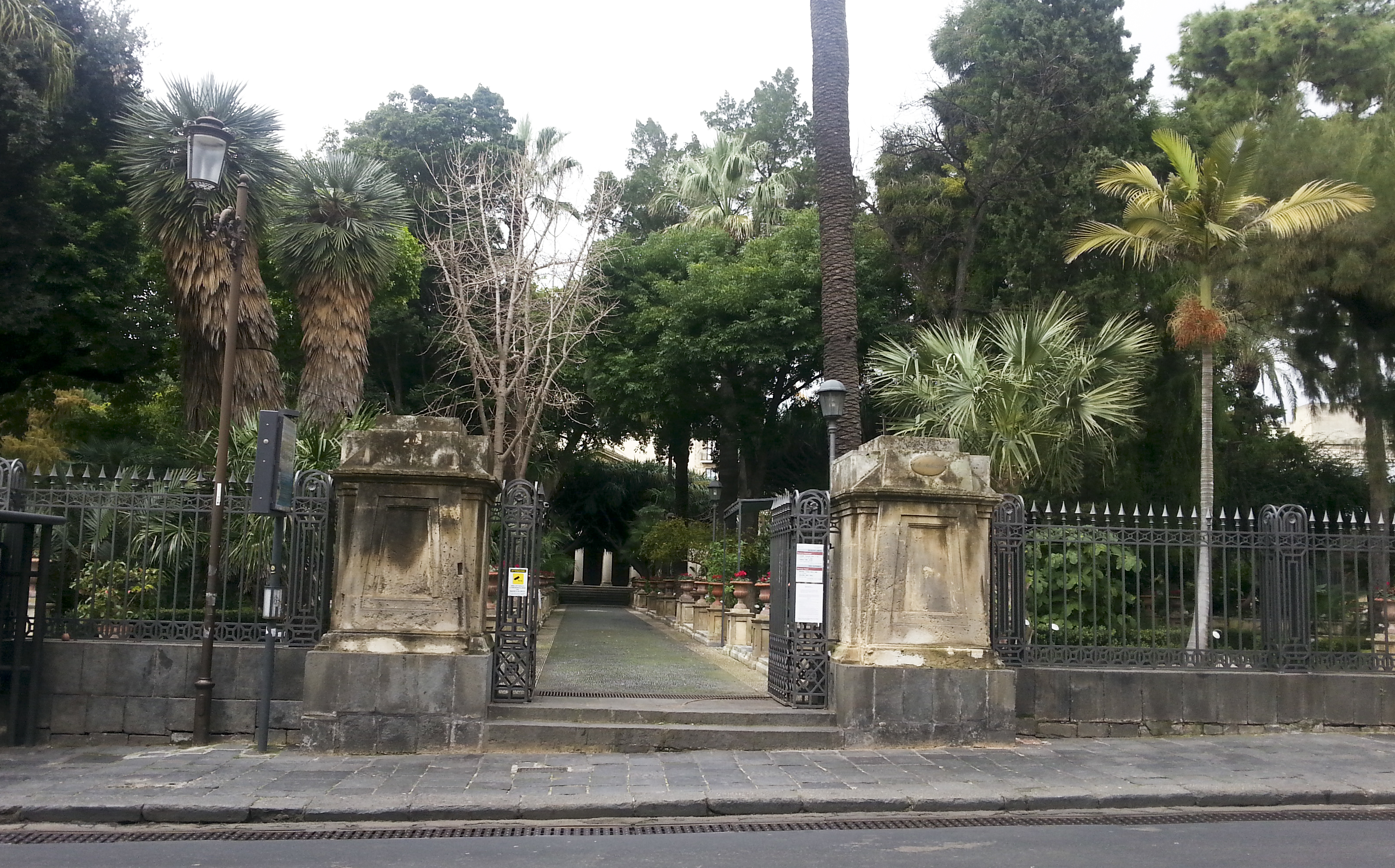
Botanische tuin van de universiteit van Catania

Francesco Tornabène Roccaforte (Catania, 10 mei 1813 – aldaar, 16 december 1897) was een benedictijner monnik en hoogleraar plantkunde aan de universiteit van Catania op Sicilië.
Tijdens het bewind van het Huis Bourbon-Sicilië in het koninkrijk der Beide Siciliën opende hij de Botanische Tuin van de universiteit (1858). Na 1860 werd Sicilië deel van het eengemaakte koninkrijk Italië.

## Levensloop
Tornabene groeide op in Catania, een havenstad in Sicilië. Hij trad in bij de benedictijnen van Catania, in de abdij geheten Monastero di San Nicolò l'Arena in het centrum van de stad. Hij werd er bibliothecaris. De eerste publicaties van Tornabene gingen over de geschiedenis van Sicilië, op basis van zijn opzoekingswerk in de bibliotheek.
Tornabene werd tot prior van de abdij benoemd. Hij besteedde meer en meer zijn tijd aan de studie van botanica. Verschillende van zijn publicaties gaven hem een bekendheid als botanicus. De praktische ervaring haalde hij uit de uitgebreide abdijtuin; zijn grote interesse ging naar bloemenkweek en naar korstmossen zoals die op de lavagrond aan de Etna te vinden zijn.
Zijn bekendheid leidde ertoe dat de universiteit van Catania hem in 1843 benoemde tot hoogleraar botanica. Meteen na zijn benoeming drong de grootkanselier van de universiteit erop aan dat Tornabene een botanische tuin of Hortus Botanicus moest oprichten. Tornabene ging aan de slag met het opstellen van plantenlijsten die de universiteit moest bezitten. De bouwplannen waren goed gevorderd tot de revolutie van 1848 uitbrak. Sicilië scheurde zich af van de Beide Siciliën. Het huis van ingenieur Maddem werd geplunderd zodat de bouwplannen, kaarten en alle correspondentie over de botanische tuin verloren gingen. 
Pas in 1853 stonden de bouwplannen van de botanische tuin terug op de agenda van de universiteit. In 1858 was de tuin klaar. 
De plechtige opening van de botanische tuin vond plaats op 31 juli 1858, de verjaardag van koningin Theresia. Het podium van de eregasten was met talrijke bloemen versierd. Het academisch korps en de overheden van Sicilië waren aanwezig. Tornabene benadrukte in zijn rede de historische realisaties van de universiteit, al sinds haar stichting. De beeltenissen van koning Ferdinand II der Beide Siciliën en zijn echtgenote Theresia waren rijkelijk versierd met bloemen; er weerklonk artillerievuur en vuurwerk werd afgeschoten. Het koninklijk echtpaar was niet aanwezig maar kreeg de toespraak van Tornabene opgestuurd in Napels.
Na de val van het Bourbonregime en de aanhechting van Sicilië aan het eengemaakte Italië (1860), bleef Tornabene in functie. Tornabene was de eerste directeur van de Botanische Tuin (1858-1892). Hij publiceerde verder over plantkundige onderwerpen alsook over de geschiedenis van de botanica. Daarnaast was hij actief als voorzitter van de Landbouwcommissie van Catania en secretaris-generaal van de Accademia Gioenia, een genootschap van natuurwetenschappen, met zetel in Catania.
In 1892 legde hij zijn taken als botanicus neer. Hij overleed in 1897 in de abdij.

## Naamgeving
De volgende planten heeft Tornabene beschreven en zijn naar hem genoemd geweest:
- Gasparrinia murorum Tornab. Dit is een van de talrijke oranje korstmossen uit het geslacht Caloplaca. De moderne naam is Caloplaca saxicola.
- Rhizocarpon tinei Tornab. Dit is een van de talrijke groene korstmossen uit de familie Rhizocarpaceae. De moderne naam is Rhizocarpon geographicum of in het Nederlands Gewoon landkaartmos.
- Umbilicus aetneus Tornab. Dit is een vetplant uit de familie der Crassulaceae. De moderne naam is Umbilicus rupestris of in het Nederlands Muurnavel.

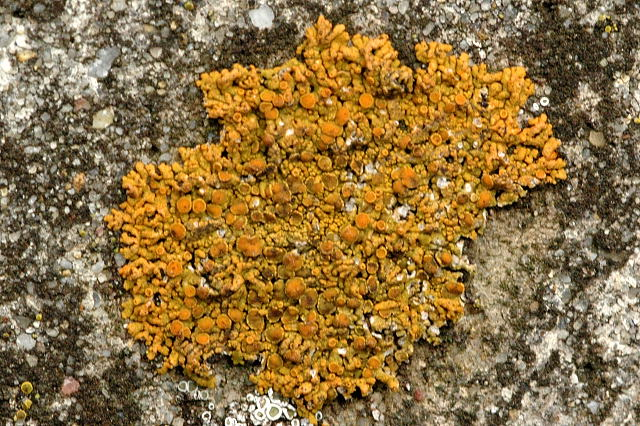
Caloplaca saxicola
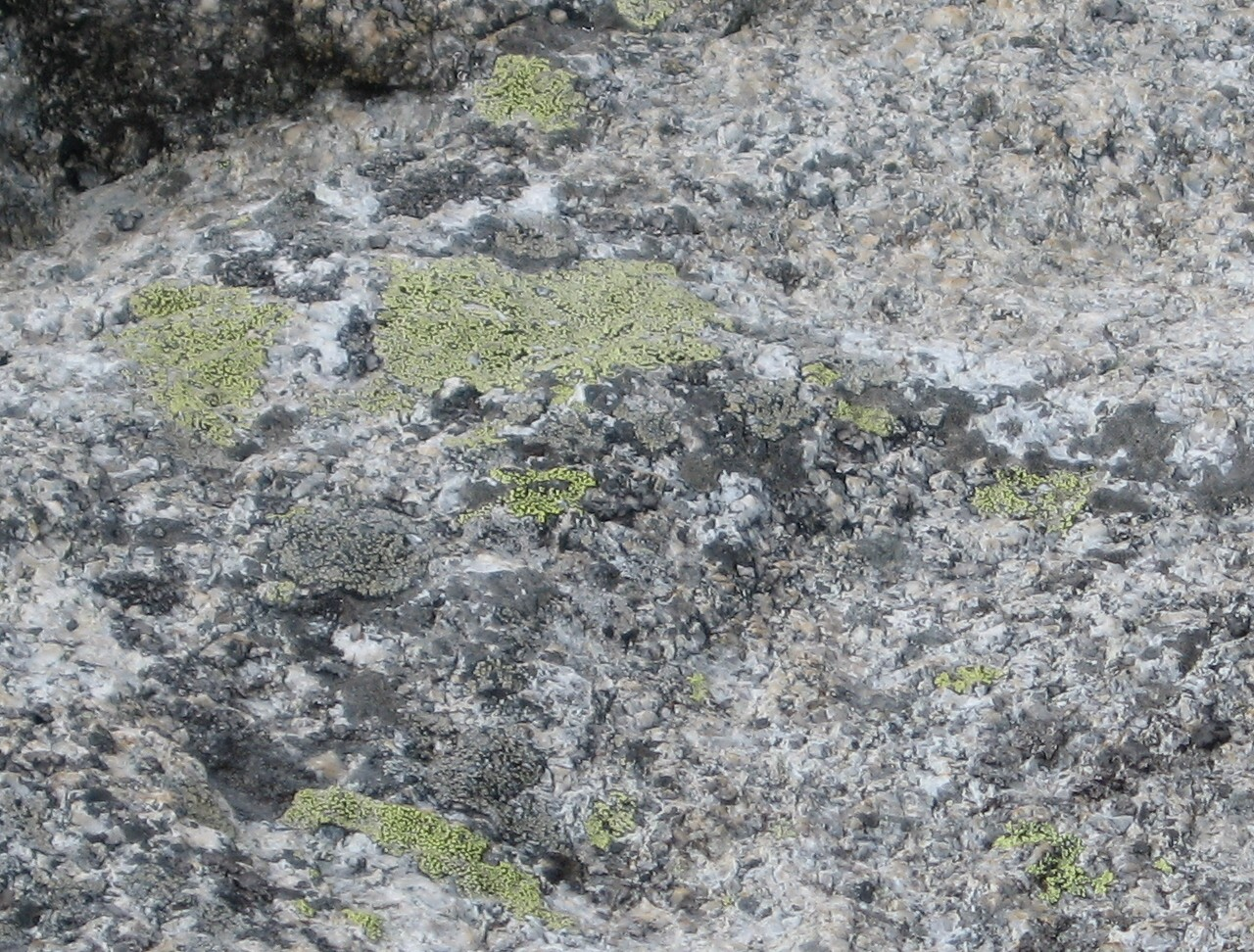
Gewoon landkaartmos
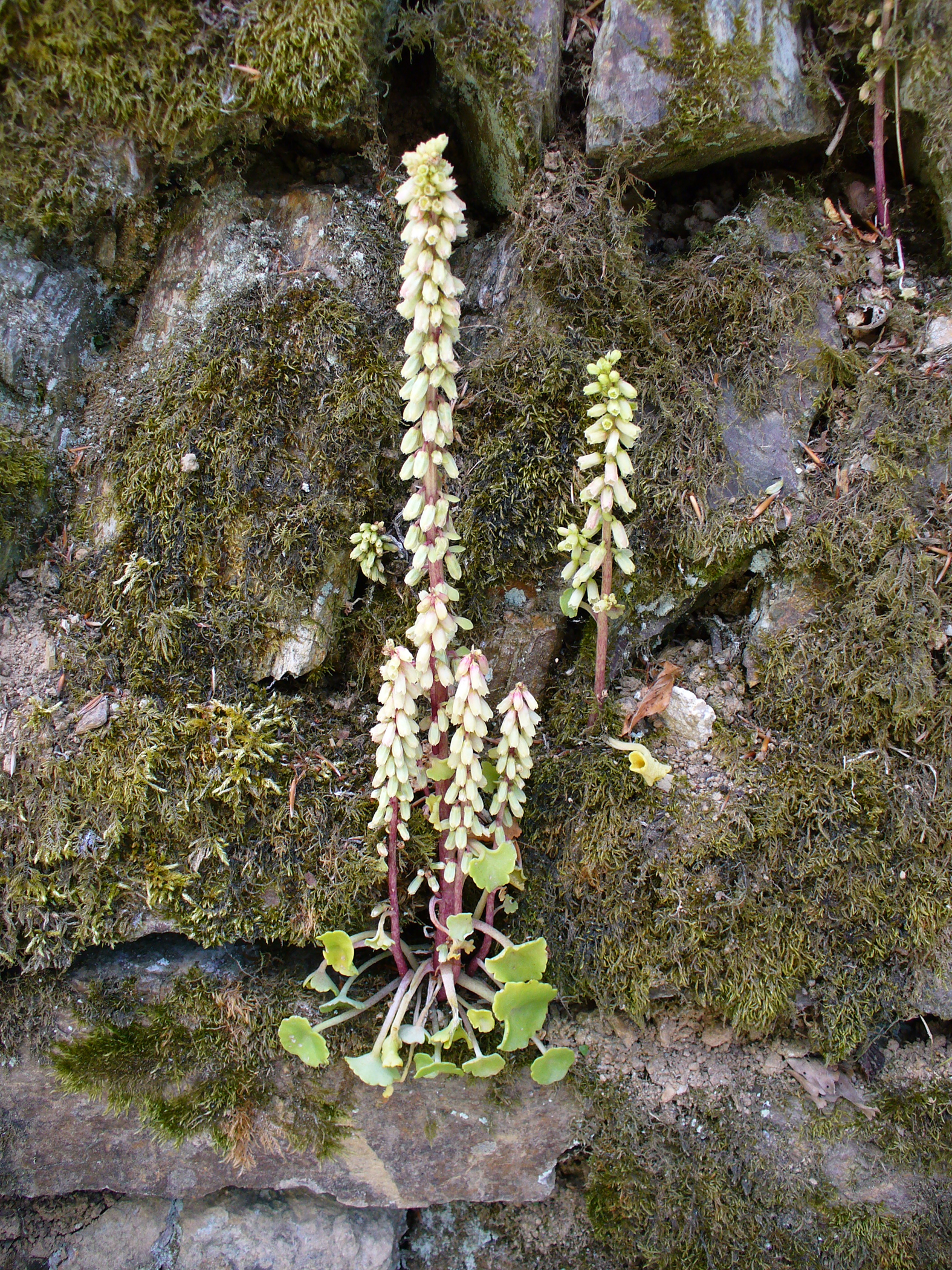
Muurnavel